# Polyosmaceae
Polyosmaceae er en familie med én slægt og ca. 60 arter, som findes fra det østlige Himalaya over Sydkina til det nordøstlige Australien og Ny Kaledonien. Det er træer med modsatte blade, der har tandet eller hel rand. Blomsterne sidder som klaser i bladhjørnerne, og de er firetallige med smalle knopper og smalle kronblade. Planterne har evne til at optage og samle aluminium, der ellers er en plantegift.